# Boarmia decursaria
Boarmia decursaria là một loài bướm đêm trong họ Geometridae.